# Савинский (Волгоградская область)
Савинский — хутор в Суровикинском районе Волгоградской области России. Входит в состав Добринского сельского поселения.

## История
В «Списке населённых мест Земли Войска Донского», изданном в 1864 году, населённый пункт упомянут как хутор Савин в составе юрта станицы Верхне-Чирской Второго Донского округа, при речке Доброй, расположенный в 46 верстах от окружной станицы Нижне-Чирской. В Савине имелось 69 дворов и проживало 295 жителей (140 мужчин и 155 женщин).

Согласно Списку населённых мест Области Войска Донского по переписи 1873 года в населённом пункте насчитывалось 84 двора и проживало 267 душ мужского и 275 женского пола.

В 1921 году в составе Второго Донского округа включен в состав Царицынской губернии. В период с 1928 по 1935 годы хутор входил в состав Калачёвского района. В 1935 году Савинский сельсовет перешёл в подчинение новообразованного Кагановичского района (в 1957 году переименован в Суровикинский).
По состоянию на 1936 год Савинский являлся центром сельсовета. По решению исполнительного комитета Сталинградского областного совета депутатов трудящихся от 09 июля 1953 года № 24/1600 «Об объединении сельских советов Сталинградской области» хутор вошёл в состав Добринского сельсовета.

## География
Хутор находится в юго-западной части Волгоградской области, на берегах реки Левая Добринка, на расстоянии примерно 15 километров (по прямой) к северо-востоку от города Суровикино, административного центра района. Абсолютная высота — 66 метров над уровнем моря.

Климат классифицируется как влажный континентальный с тёплым летом (согласно классификации климатов Кёппена — Dfa).
Часовой пояс
Хутор Савинский, как и вся Волгоградская область, находится в часовой зоне МСК (московское время). Смещение применяемого времени относительно UTC составляет +3:00.

## Население
| 2010 |
| ---- |
| 219  |

Гендерный состав
По данным Всероссийской переписи населения 2010 года в гендерной структуре населения мужчины составляли 49,8 %, женщины — соответственно 50,2 %.
Национальный состав
Согласно результатам переписи 2002 года, в национальной структуре населения русские составляли 65 %.

## Инфраструктура
В Савинском функционируют филиал Добринской средней общеобразовательной школы, фельдшерско-акушерский пункт и отделение Почты России.

## Улицы
Уличная сеть хутора состоит из 2 улиц (ул. Заречная и ул. Степная).